# Верхоспорогонні мохи
Верхоспорогонні мохи, акроспорогонні мохи (від лат. sporogonium — «спорогон»; грец. άχρος — «верхній») — прямостоячі мохи, у яких архегонії, а після запліднення спорогони, розташовані на верхівці стебла або на верхівках головних, найбільш розвинутих галузок.
Термін «верхоспорогонні мохи», як і «бокоспорогонні мохи», необхідно використовувати замість досить застарілих термінів «верхоплідні» мохи або «акрокарпні» мохи, оскільки останні біологічно неправильні, адже мохи не мають плоду, який мають покритонасінні (грец. плід — χαρπος). Ці архаїчні, а нині це уже неграмотні, терміни використовувалися в давні часи, тоді коли дослідники називали плодами не тільки плід квіткових (покритонасінних) рослин, що утворюється із зав'язі квітки, а й подібні за функціями утвори інших відділів рослин. Термін «верхоплідні» мохи, який, ще часто вживається досі, не відповідає у мохів сучасному змісту поняття, тому повинен бути відкинутий.